# Manfred Degen (Kirchenmusiker)
Manfred Degen (* 2. August 1957 in Neunkirchen (Saar)) ist ein deutscher katholischer Kirchenmusiker und Organist. Er war von Januar 2019 bis Juli 2023 als Diozösankirchenmusikdirektor Leiter der Abteilung für Kirchenmusik  des Bistums Speyer und Leiter des Bischöflichen Kirchenmusikalischen Instituts.

## Leben
Degen wurde 1957 in Neunkirchen (Saar) geboren. Dort absolvierte er 1976 am Staatlichen Realgymnasium das Abitur. Von 1976 bis 1983 studierte er an der Musikhochschule des Saarlandes, 1979 legte der das B-Examen ab, 1980 die Staatliche Musiklehrerprüfung (Hauptfach Orgel, Nebenfach Gesang), 1982 das A-Examen in Kirchenmusik und 1983 schließlich die Staatliche Musiklehrerprüfung (Hauptfach Musiktheorie und Komposition, Nebenfach Klavier).
Ab 1978 war Degen nebenamtlicher Chorleiter und Organist an der Kirche St. Peter in Theley. 1981 wechselte er als hauptamtlicher Chorleiter und Organist nach St. Albert in Saarbrücken. Seit 1984 ist Degen Dozent am Bischöflichen Kirchenmusikalischen Institut  (BKI) der Diözese Speyer. Bis 2013 war er Leiter des Referats Orgelbau. Nach einer Umstrukturierung war er zunächst stellvertretender Leiter der Abteilung Kirchenmusik und Referatsleiter des BKI.  Darüber hinaus war er bis zum 31. Dezember 2018 als Dekanatskantor und Kirchenmusiker im  Dekanat Pirmasens tätig. Im Oktober 2022 folgte ihm Christian Payarolla in dieser Funktion nach. Von 2014 bis 2015 war er Kirchenmusiker an der Schlosskirche (Blieskastel). Von Januar 2019 bis  zu seinem Eintritt in den Ruhestand im Juli 2023 war er Leiter der Abteilung Kirchenmusik und Diozösankirchenmusikdirektor des Bistums Speyer. Ihm folgte Martin Erhard in dieser Funktion nach. 
Degen konzertiert regelmäßig als Dirigent, Chorleiter und Organist.